# Марсяти
Марся́ти (рос. Марсяты) — селище у складі Сєровського міського округу Свердловської області.
Населення — 497 осіб (2010, 657 у 2002).
Національний склад населення станом на 2002 рік: росіяни — 96 %.
До 3 серпня 1998 року селище мало статус селища міського типу.